# Arses kaupi
Az Arses kaupi a madarak osztályának verébalakúak (Passeriformes) rendjébe és a császárlégykapó-félék (Monarchidae) családjába  tartozó faj.

## Rendszerezése
A fajt John Gould angol ornitológus írta le 1851-ben.

## Alfajai
- Arses kaupi kaupi Gould, 1851
- Arses kaupi terraereginae A. J. Campbell, 1895[2]

## Előfordulása
Ausztráliában, Queensland tengerparti részén honos. Természetes élőhelyei a szubtrópusi és trópusi síkvidéki esőerdők, szavannák és cserjések, valamint erősen leromlott egykori erdők.

## Megjelenése
Testhossza 15–16 centiméter, testtömege 12,5–15 gramm. Tollazata kékesfekete és fehér, kék szemgyűrűje van.

## Életmódja
Főleg rovarokkal táplálkozik.

## Szaporodása
Csésze alakú fészkébe, általában két tojást rak.

## Természetvédelmi helyzete
Az elterjedési területe kicsi, egyedszáma viszont stabil. A Természetvédelmi Világszövetség Vörös listáján nem fenyegetett fajként szerepel.

## Külső hivatkozások
- Képek az interneten a fajról
- Xeno-canto.org - a faj hangja és elterjedési területe